# Шортбред
Шортбред (англ. shortbread) — традиційне шотландське печиво, яке зазвичай готують з білого цукру, вершкового масла і простого пшеничного борошна. На відміну від багатьох інших видів печива та хлібобулочних виробів, пісочне тісто не містить закваски, наприклад, розпушувача або харчової соди. Шортбред широко асоціюється з Різдвом і святом Хогманай в Шотландії, але деякі шотландські бренди експортуються по всьому світу.

## Історія
Пісочне тісто виникло в Шотландії. Хоча його готували протягом більшої частини XII століття, ймовірно, він виник завдяки культурному обміну з французькими кондитерами під час Старого союзу між Францією та Шотландією. Вишуканість пісочного хліба в народі приписується Марії, королеві Шотландії в XVI столітті.. Цей вид пісочного тіста випікали трикутними скибочками і присмачували кмином.
Перший надрукований рецепт 1736 року був отриманий від шотландки на ім'я місіс Маклінток.
Шортбред був дорогим і тому використовувався для особливих випадків, таких як Різдво, Хогманай (шотландський Новий рік) і весілля. У Шотландії було традиційно ламати прикрашений пісочний шортбред над головою молодої на вході в її новий будинок. Шортбред також дарували як подарунок.

## Назва
Шортбред названий так через його розсипчасту текстуру (слово short, крім стандартного значення «короткий» мало ще одне значення «нееластичний»). Причиною такої текстури є високий вміст жиру, що забезпечується вершковим маслом. Розсипчаста текстура є результатом того, що жир пригнічує утворення довгих білкових (глютенових) ниток.
У британській англійській мові поняття шортбред та шорткейк було синонімами протягом кількох століть, починаючи з 1400-х років; обидва стосувалися хрусткого, розсипчастого печива. «Short-cake» згаданий у п'єсі Шекспіра «Віндзорські насмішниці», вперше опублікованій у 1602 році, і описував пісочне печиво.
В американській англійській мові шортбред відрізняється від шорткейк. Шорткейк може бути приготовлений з використанням рослинного жиру замість вершкового масла, а також містить розпушувач, наприклад пекарний порошок, який надає печиву більш м'яку текстуру. Також зазвичай його розколюють і наповнюють фруктами Найпопулярнішим прикладом такої відмінності є полуничний шорткейк.

## Форми
Шорткейк традиційно формують в одну із трьох класичних форм:
- петтікоут тейл (petticoat tails) — одне велике коло, яке ділиться на сегменти, щойно його виймають з духовки (під'юбні хвостики, які, можливо, отримали назву від французького petits cotés, загострене печиво, яке їдять з вином, або petites gastelles, старофранцузьке слово для позначення малого торту. Цей термін також може означати форму жіночої нижньої спідниці[1]);
- шортбред раундс (shortbread rounds) — невелике індивідуальне кругле порційне печиво;
- шортбред фінгерс (shortbread fingers) — шортбред формується у товсту (близько 2 см) прямокутну плитку, яку розрізають на поперечні смужки. Назва утворена від слова fingers, що перекладається як «пальці»[1].

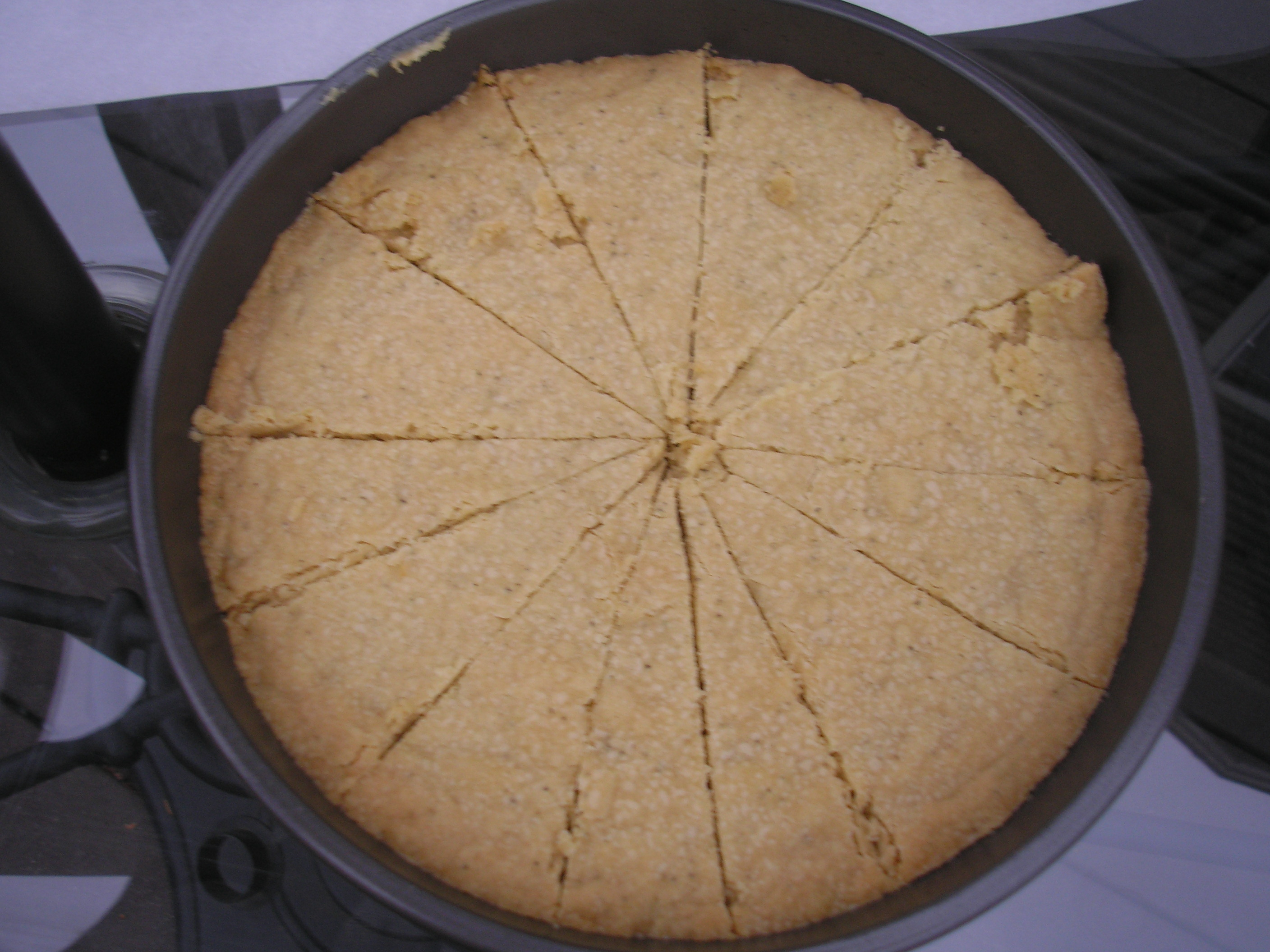
Петтікоут тейл
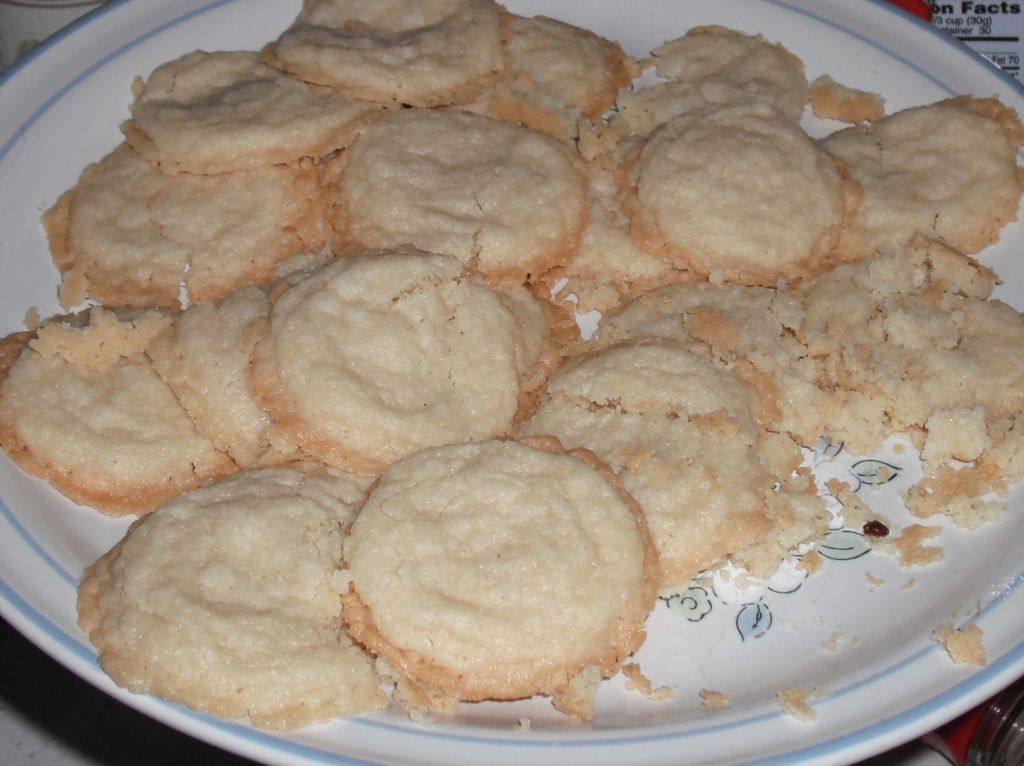
Шортбред раундс
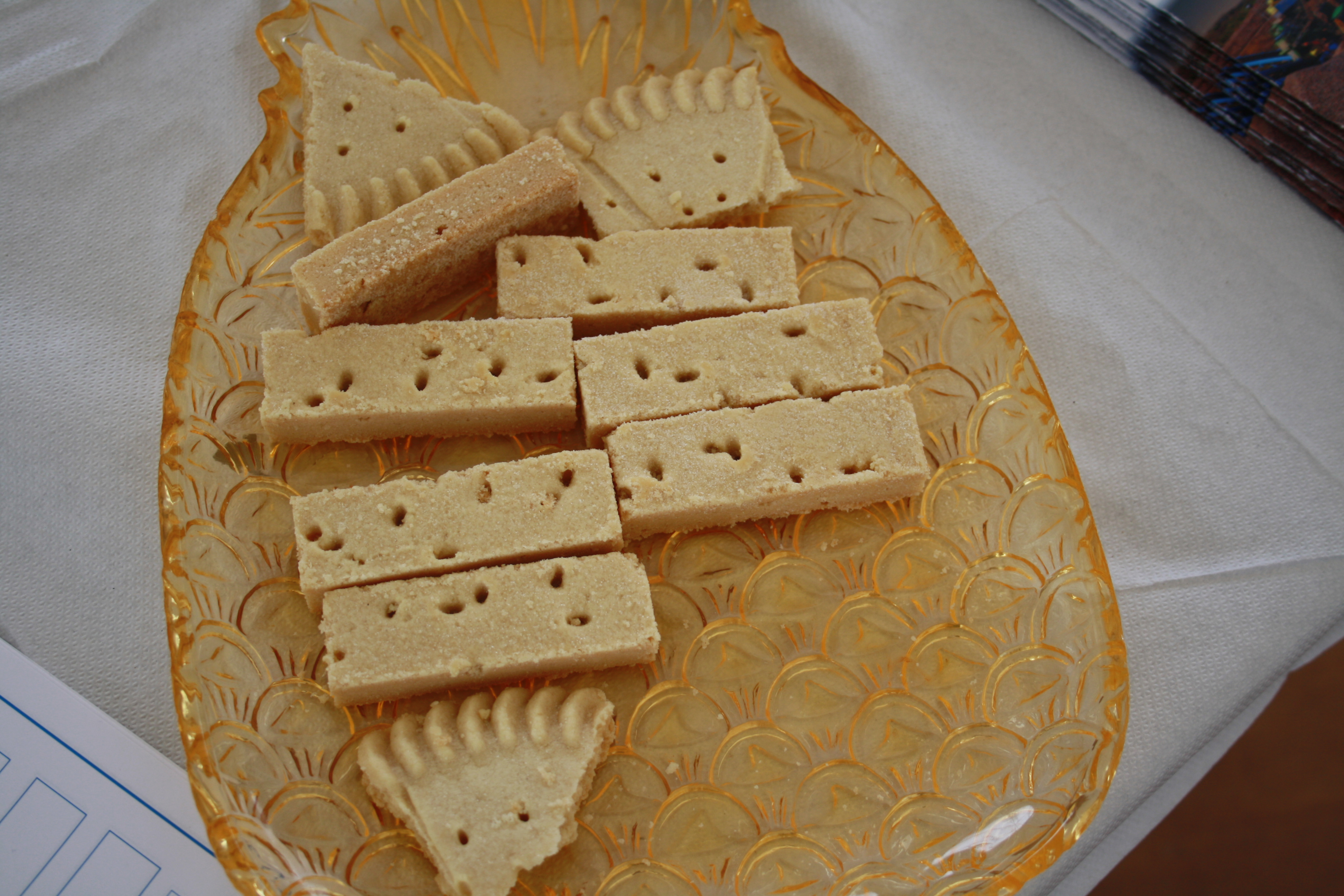
Шортбред фінгерс

## Культурний вплив
У шотландському фольклорі печиво у формі сонця, наприклад, шортбред, мало магічну силу над Сонцем під час шотландського Нового року.
Шортбред як правило, асоціюється з Шотландією та походить з неї, але завдяки своїй популярності його також виготовляють у решті Сполученого Королівства, а подібне печиво також виготовляють у Данії, Ірландії та Швеції. Шотландська версія є найвідомішою і широко експортується.
Шотландський шеф-кухар Джон Квіглі з Red Onion в Глазго описує шортбред як «перлину в короні» шотландської випічки.
Також є записи, що шортбред з імбиром подавали у ХІХ столітті під час засідань парламенту Шотландії, тому імбирний шортбред також іноді називали парламентським печивом (Parliament cake) або парліс (Parlies) Печиво продавали в таверні та магазині місіс Флокхарт на Брісто-стріт в Единбурзі. Відома як Лакі Фікі, господиня стала прообразом місіс Флокхарт у романі «Веверлі» Вальтера Скотта.
У Податковому кодексі Великої Британії шортбред оподатковується як борошняні кондитерські вироби (випічка), а не як звичайне печиво.

## Див.також
- Кулінарний жир